# Intel 8031

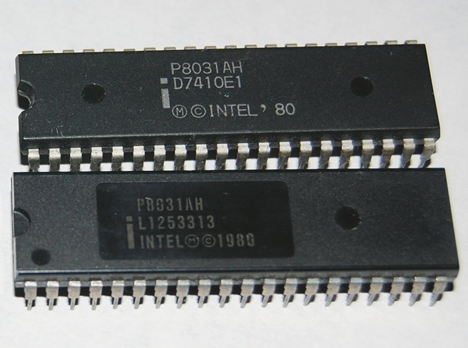
Intel 8031, DIL verze AH

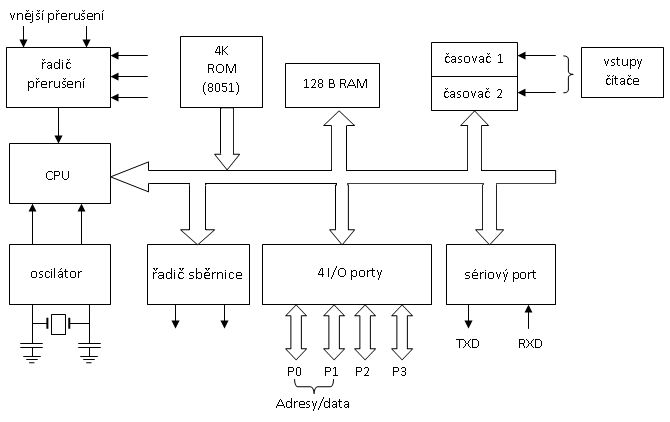
Blokové schéma jádra Intel 8031

Intel 8031 je 8bitový jednočipový mikropočítač určený pro vestavěné (anglicky embedded) systémy, uvedený na trh firmou Intel roku 1980. Patří do rodiny MCS-51, má tedy spoustu stejných vlastností jako verze 8051. Neobsahuje paměť programu (ROM) a velikost vnitřní datové paměti (RAM) činila 128 bajtů. Existují dvě verze čipu: 8031 a 8031AH. Ta druhá se od první liší pouze ve výrobním procesu – použitou technologií HMOS II. Obsahuje dva 16bitové čítače/časovače a 5 zdrojů přerušení, přičemž ke každému je možno nastavit dvě různé úrovně. Umožňuje pracovat s jednotlivými bity (obsahuje tedy instrukce logické aritmetiky). Hodinový oscilátor je součástí čipu. Maximální velikost externí paměti ROM nebo RAM může být 64 KiB. Obsahuje 32 obousměrných a jednotlivě adresovatelných I/O pinů (4 osmibitové porty) a rovněž plně duplexní UART.